# خانواده نمایی طبیعی
در احتمال و آمار، یک خانواده نمایی طبیعی (به انگلیسی: Natural exponential family) یک دسته از توزیع‌های احتمال است که یک مورد خاص از یک خانواده نمایی (EF) است.

## نمونه‌ها
پنج مورد مهم تک‌متغیره عبارتند از:
- توزیع نرمال با واریانس شناخته‌شده
- توزیع پواسون
- توزیع گاما با پارامتر شکل شناخته‌شده α (یا k بسته به مجموعه نماد به‌کاررفته)
- توزیع دوجمله‌ای با تعداد آزمایش‌های مشخص، n
- توزیع دوجمله‌ای منفی با {\displaystyle r} شناخته‌شده